# Tractebel
Tractebel, voorheen Tractebel Engineering, is een internationaal ingenieursbureau met hoofdkantoor in Brussel dat zich specialiseert in water, energie, kernenergie, onderzoek&ontwikkeling, en infrastructuur. Tractebel Engineering maakt sinds 2003 deel uit van Suez (nu Engie).

## Geschiedenis

### Gaz Belge (1862-1929) en C.M.T.
De wortels van het bedrijf gaan terug tot 1862, toen Gaz Belge opgericht werd om verlichting en verwarming op gas te voorzien. Later sloten ook Société Générale de Chemins de Fer Economiques (1880), Société Générale Belge d'Entreprises Electriques en Compagnie Mutuelle de Tramways (C.M.T.) zich bij de holding aan. In 1929 fuseerden de eerste drie bedrijven tot Electrobel. Het laatste bedrijf, de C.M.T., fuseerde niet. Nadat de C.M.T. in 1919 van een faillissement gered werd, werd het bedrijf hernoemd naar Électricité & Traction. In 1929 fuseerde Électricité & Traction met de Compagnie Auxilliare d'Électricité et de Transport. De nieuwe naam werd Traction & Électricité en in 1981 Tractionel.

### Electrobel en Tractionel (1929-1988)
Na de Tweede Wereldoorlog waren Electrobel en Tractionel actief in het opzetten van het elektriciteitsnetwerk en daarna in de bouw van de Belgische kerncentrales. Electrobel en Tractionel waren de hoofdarchitecten voor deze centrales, maar werkten veel samen met Belgische aannemers als Fabricom. Voor het ontwerp werd samengewerkt met Westinghouse en Framatome, nu onderdeel van het Franse Areva. Electrobel en Tractionel ontwierpen en bouwden de centrales. De uitbating werd overgelaten aan de energiebedrijven EBES (Doel) en Intercom (Tihange), die ook eigenaar werden van de kerncentrales. Electrobel en Tractionel waren aandeelhouder van Ebes en Intercom. In 1982 bezat Tractionel 20% van de aandelen van energiebedrijf EBES en 10% van de aandelen van Unerg. Electrobel bezat op zijn beurt 20% van de aandelen van energiebedrijf Intercom.

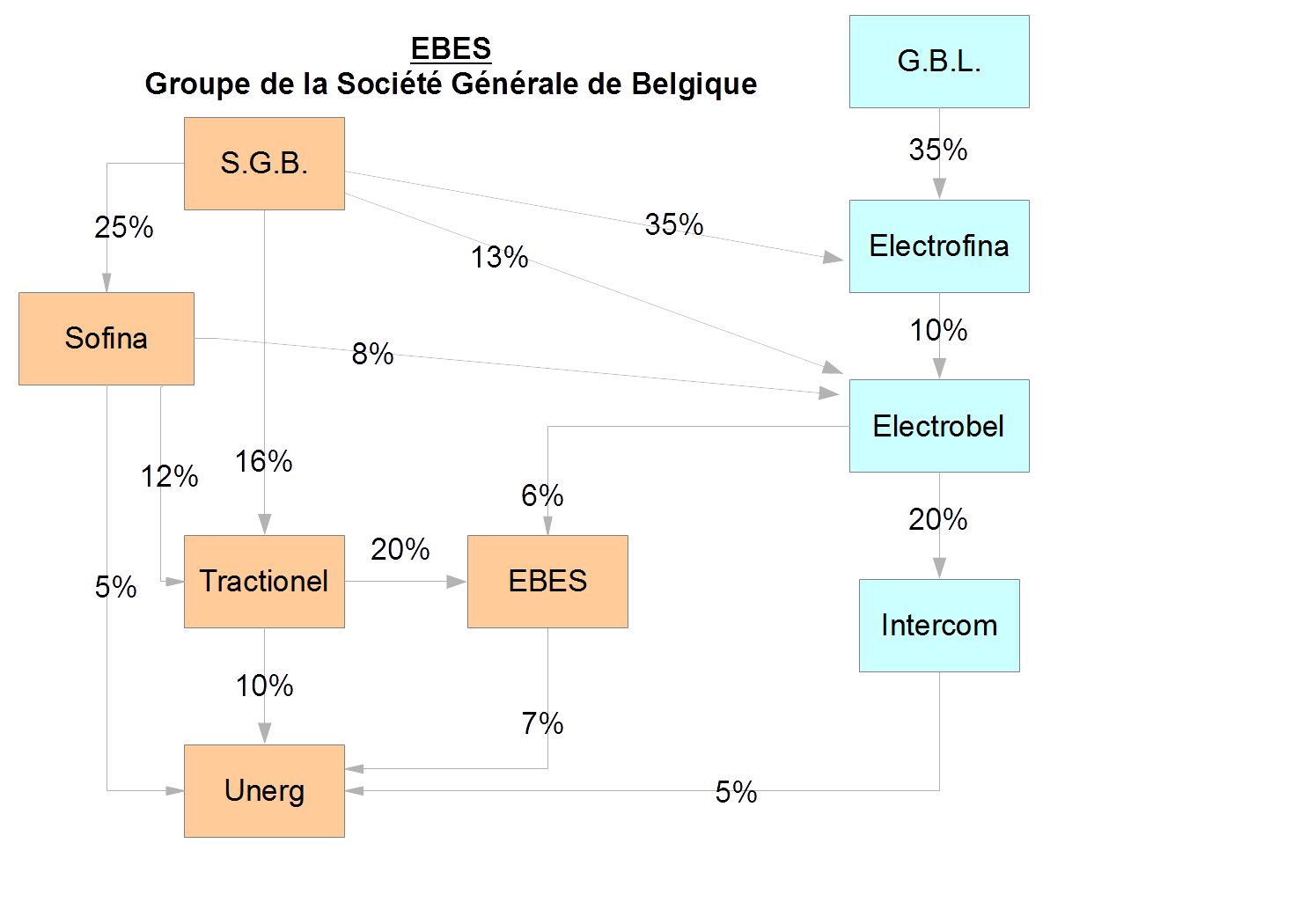
Vereenvoudigd organigram van de groep GM/Ebes, begin jaren 80

### Tractebel
In 1986 kwamen de twee bedrijven Tractionel en Electrobel samen in het nieuwe ingenieursbureau Tractebel.

### Suez
In 1988 kocht het toen nog kleine Franse bedrijf Suez zich via de Generale Maatschappij van België (GM) in in Tractebel en de Belgische elektriciteitsmarkt. Suez bezat in 1988 60% van de aandelen van de GM, die op zich een belangrijk aandeel had in Tractebel. In 1982 bezat de GM 19% van Tractionel en 18,5% van Electrobel. Na de fusie van beide bedrijven tot Tractebel was dit echter al 37% geworden in 1988.

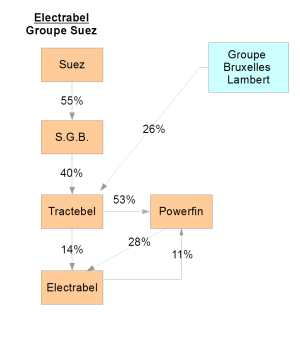
Organigram van de onderneming Electrabel in 1990

In 1990 fuseerden EBES en Intercom tot Electrabel. Na verschillende herschikkingen van de structuren had Tractebel in 1990 29% van de aandelen van Electrabel in handen: 15% via het bedrijf Powerfin en 14% rechtstreeks. De GM (en dus SUEZ) kreeg 40% van de aandelen van Tractebel. In de jaren 90 was Tractebel de referentie-aandeelhouder van Electrabel. De aandelen van Tractebel zelf waren voor het grootste deel al in handen van SUEZ en voor een kwart in bezit van Albert Frère via de GBL.
Tractebel werd in de jaren 90 een van de toonaangevende Belgische groepen inzake milieu, water en afval. In 1996 besliste Albert Frère om zijn belang van 25 procent in Tractebel te ruilen voor een belang in Suez. Frère werd met ongeveer tien procent van de aandelen een belangrijke aandeelhouder van de Franse multinational. Dit zette het einde van de onafhankelijkheid van Tractebel definitief in. Via de Generale Maatschappij van België had Suez al een aanzienlijk belang in Tractebel (ongeveer een kwart); door de verkoop van Frère verkreeg Suez een meerderheid.
Vanaf 1997 werd Suez via Lyonnaise des Eaux ook actief in milieu-engineering. Suez begon met de volledige opkoop van de andere Tractebel-aandelen. Tractebel-baas Philippe Bodson vreesde voor de toekomst van Tractebel als omwille van de toetreding van de Lyonnaise tot de Suez-groep en wilde Tractebel fusioneren met Electrabel om het Belgische aandeel in Tractebel te versterken en het Belgische karakter te vrijwaren. De fusie kwam er niet. In 1998 vergrootte Suez zijn belang in Tractebel door de volledige opkoop van de Generale Maatschappij van België. In 1999 werd Suez voor 100% eigenaar van Tractebel.
In 2014 kocht Tractebel het Duitse ingenieursbureau Lahmeyer.
Laborelec werd opgenomen binnen de Tractebelafdeling.
Midden 2021 stapte toenmalig Electrabel-CEO Philippe Van Troeye over naar Tractebel om daar dezelfde functie te vervullen.

## Afdelingen
Het hoofdkantoor bevindt zich in Brussel. Er zijn afdelingen in Brazilië (Leme Engenharia), Chili, Tsjechië, Frankrijk, India, Indonesië, Italië, Panama, Peru, Polen, Roemenië, Turkije, Thailand, het Verenigd Koninkrijk, de Verenigde Arabische Emiraten en Zuid-Afrika.
In totaal werken zo'n 4400 mensen voor Tractebel Engineering.